# Énergie humaine

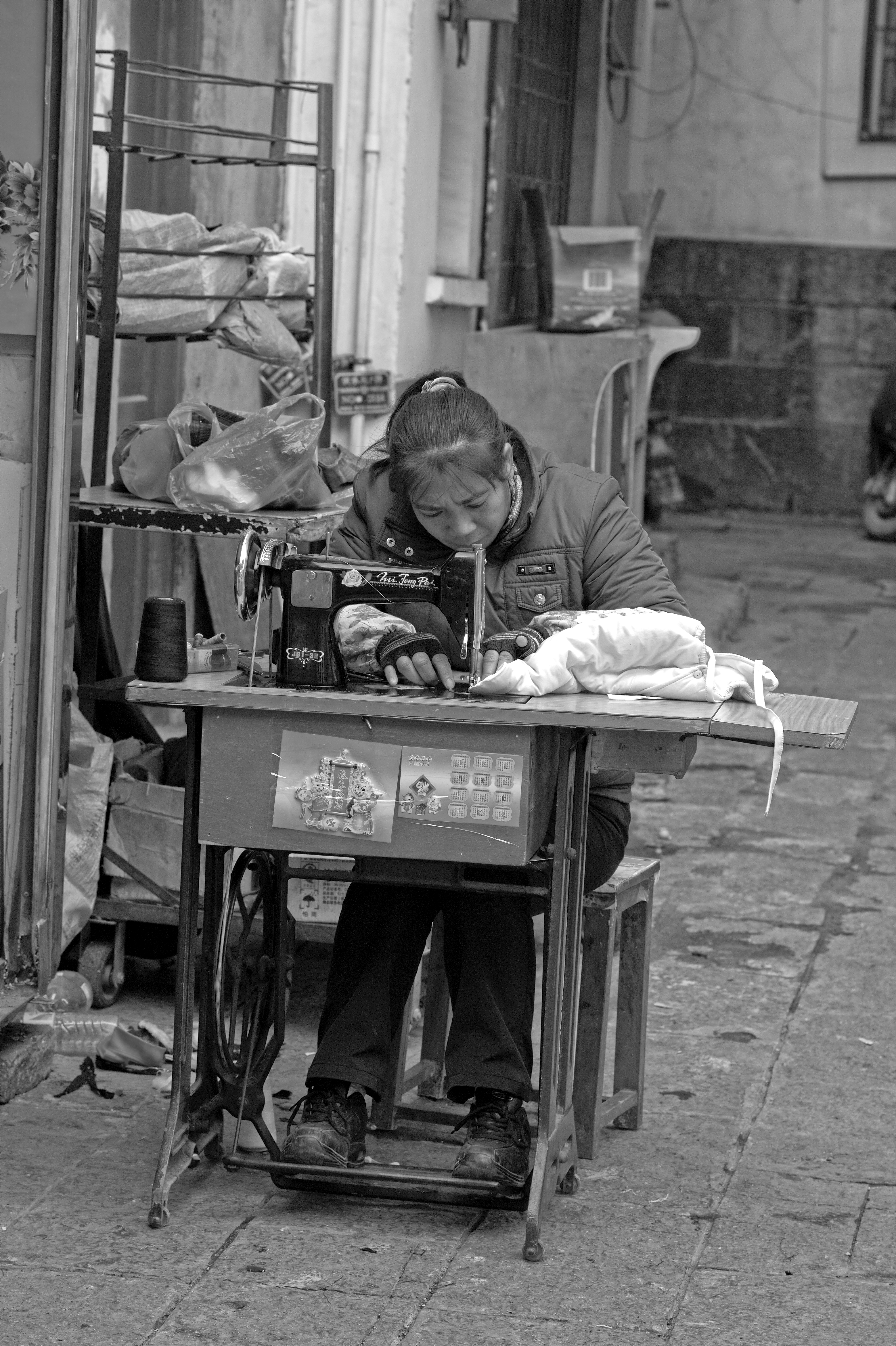
Couturière utilisant une machine à pédale (animée par la seule 'énergie humaine'), ici pour confectionner des robes dans les rues de Yangshuo (阳朔; Yáng shuò, dans le sud de la Chine).

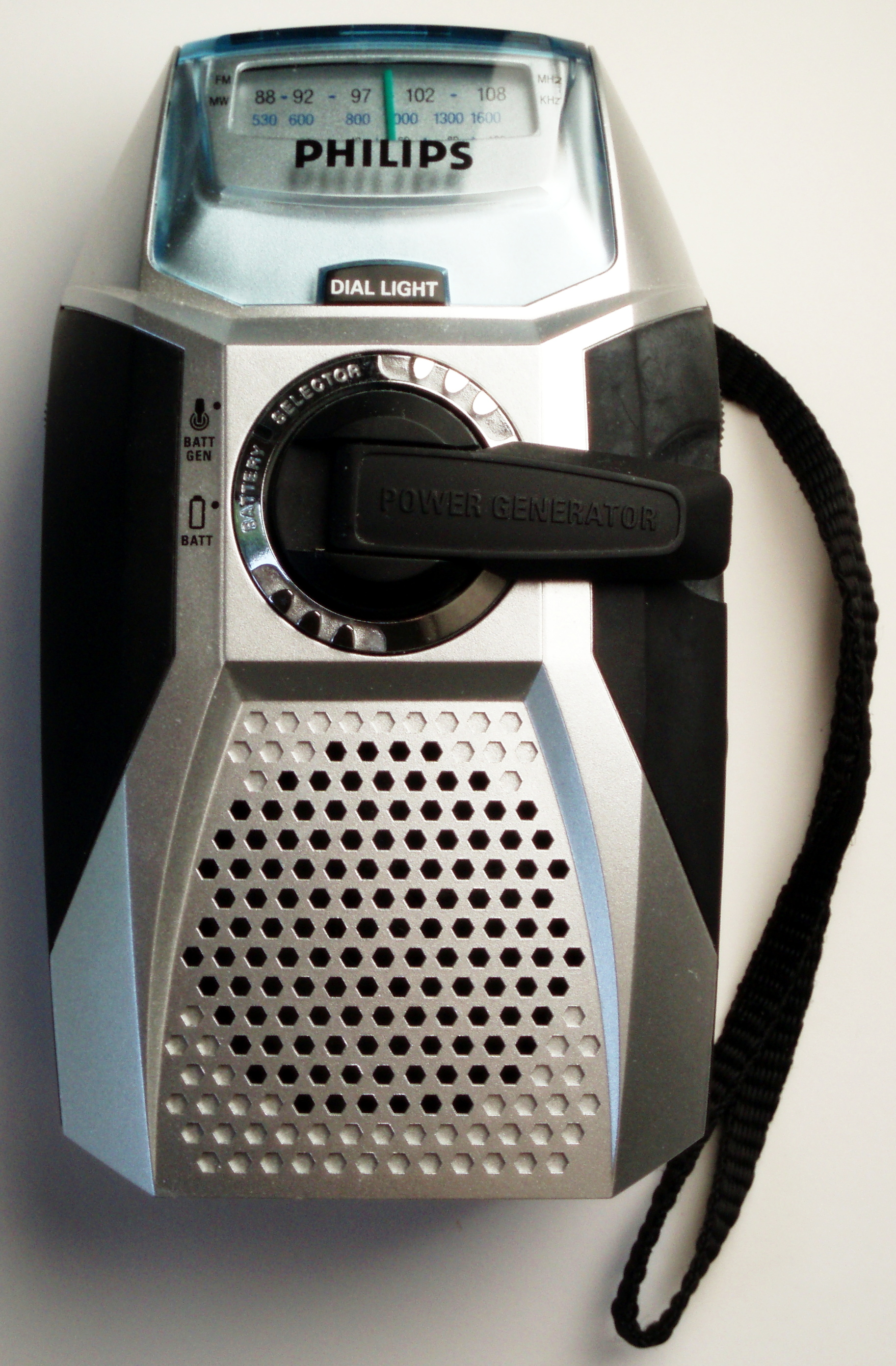
Une radio hybride batterie/manivelle de Philips.

La force (énergie ou puissance) humaine désigne généralement le travail ou l'énergie produite par le corps humain ou la puissance (taux de travail par temps) d'un humain. Cette puissance provient principalement des muscles, mais la chaleur corporelle peut aussi contribuer à réchauffer la couche d'air située sous les habits, ou l'intérieur d'une combinaison de plongée, voire des abris, de la nourriture ou d'autres humains.
Le niveau moyen de puissance humaine qui peut être maintenu sur une certaine durée de temps⁠ est limité par la capacité énergétique de l'organisme (dépendant notamment de l'alimentation, mais aussi du taux d'oxygène et d'autres facteurs dont la fatigue induite par les déchets métaboliques et la montée en température des muscules, ainsi que, à long terme, des effets de l'entraînement intensif et du vieillissement). Les moyennes et records de performance énergétique du corps humain intéressent les planificateurs du travail et les ingénieurs en processus de travail dans l'industrie notamment, mais aussi le biomimétisme, la biomécanique et la robotique (cf. exosquelettes…).
L'énergie du corps humain permet, sans artéfacts, la marche à pied, la course, l'escalade, la natation, etc. et avec des artefacts divers types de transport à propulsion humaine (vélos, rame/aviron, ski et de nombreuses autres formes de mobilité classées parmi les mobilités actives ou mobilités douces). 
Divers équipements facilitent l'utilisation de la force humaine via des systèmes de tirette, pédale, manivelle, pression et ressort de rappel pour générer (et parfois de stocker) de l'énergie électrique, quand et là où aucune autre source d'énergie n'est disponible (ex : certaines montres, radios de survie (Gibson girl.. et autres radio à manivelle ou à pédales). De la naissance à la mort, le métabolisme humain ne cesse jamais, aussi dans un futur proche, des appareils électroniques portables ou implantés dans le corps humain pourraient être auto-alimentés par des dispositifs de stockage d'énergie portables ou implantables capables. Ces derniers pourraient capter et stocker une partie de la bioénergie fournie par les mouvements du corps humain (énergie cinétique), mais aussi à partir d'un biofluide tel que la sueur et à partir de la simple chaleur corporelle.

## Puissance
Le métabolisme humain normal produit de la chaleur à un taux métabolique de base d'environ 80 watts.
Lors d'une course cycliste, un cycliste peut développer une puissance mécanique de près de 400 watts pendant une heure et en courtes rafales plus du double, soit 1 000 à 1 100 watts ; les vélos de course modernes ont une efficacité mécanique supérieure à 95 %. 
Un adulte en bonne santé physique peut couramment produire de 50 à 150 watts pour une heure d'exercice vigoureux. En un quart de travail de 8 heures, un ouvrier moyen, en bonne santé, bien nourri et motivé peut maintenir une puissance d'environ 75 watts. Le rendement potentiel de l'énergie électrique humaine est cependant diminué par l'inefficacité de tout dispositif générateur de courant lors du processus de conversion d'énergie[réf. nécessaire].
De nombreuses tentatives ont été faites pour intégrer des générateurs électriques sur certains équipements mais l'énergie électrique collectée est souvent de faible valeur par rapport au coût de l'équipement de conversion.

## Enjeux
Probablement depuis les débuts de l'humanité l'Homme cherche à mieux utiliser sa force musculaire (par l'utilisation de l'arc ou du propulseur par exemple à la préhistoire).
Le modèle occidental de développement industriel a encouragé une utilisation croissante de moteurs pour remplacer ou augmenter la force humaine, au détriment de l'environnement et du climat, et certains craignent que ce soit aussi au détriment de la santé humaine.
Zajac, F. E., Neptune, R. R., & Kautz, S. A. (2002). Biomechanics and muscle coordination of human walking: Part I: Introduction to concepts, power transfer, dynamics and simulations. Gait & posture, 16(3), 215-232.

## Transports

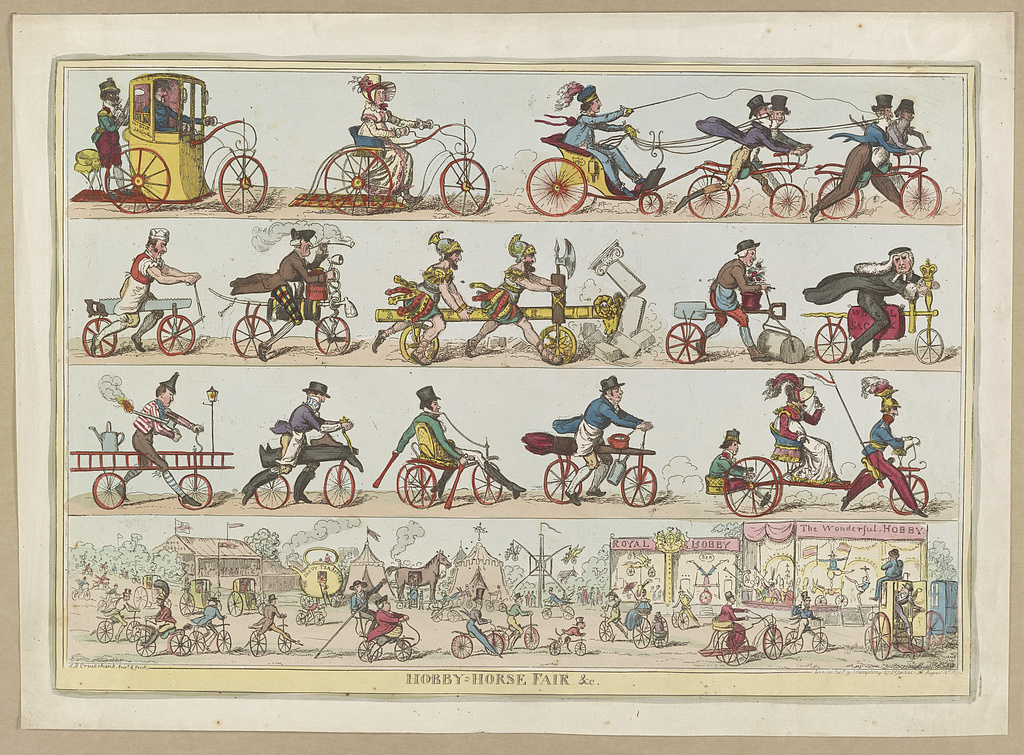

Plusieurs formes de déplacement et/ou de transport de personnes (une ou plusieurs personnes) et/ou d'objets utilisent la force humaine, avec par exemple le vélo, la marche à pied, la nage, la trottinette, la planche à roulettes, la brouette, l'aviron, les skis, les voitures à pédales, le pousse - pousse ou certains types de fauteuil roulant. 
La galère historique était propulsée par des humains (libres ou esclaves, ou prisonniers).
Le MacCready Gossamer Condor a été le premier avion à propulsion humaine capable d'un vol contrôlé et soutenu, effectuant son premier vol en 1977.
En 2007, Jason Lewis d'Expedition 360 est devenu la première personne à faire le tour du monde à des latitudes non polaires en utilisant uniquement la puissance humaine - marcher, faire du vélo et faire du patin à roues alignées de manière transcontinentale ; et nager, faire du kayak, de l'aviron et utiliser un bateau à pédales de 26 pieds de long pour traverser les océans,.

## Appareils et machines fonctionnant à l'énergie humaine

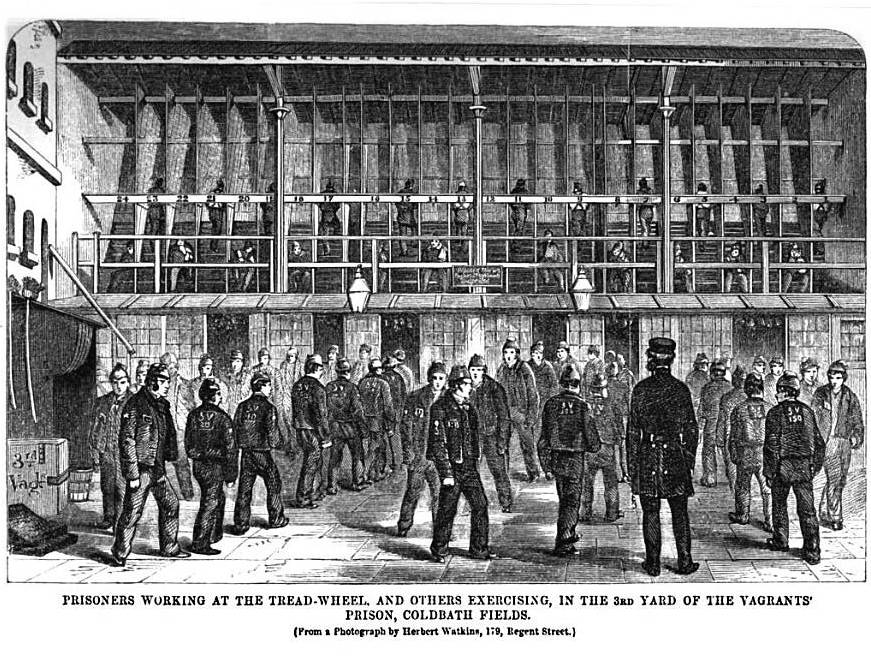
Roue dentée pénale britannique.

Au Moyen Âge des grues étaient animées par des humains. Et plus récemment des moteurs ou des machines (machine à coudre notamment) ont été ou sont encore alimentés par des humains. Leurs mécanismes peuvent évoquer celui d'une roue à eau et peuvent être actionnés soit par un humain marchant sur des pagaies placées dans sa circonférence (tapis roulant), ou par un humain debout à l'intérieur (roue roulante).
Certains appareils produisent l'électricité nécessaire à leur fonctionnement par la puissance humaine, soit en utilisant directement la puissance mécanique des muscles, soit en utilisant un générateur pouvant convertir l'énergie générée par le corps en énergie électrique.

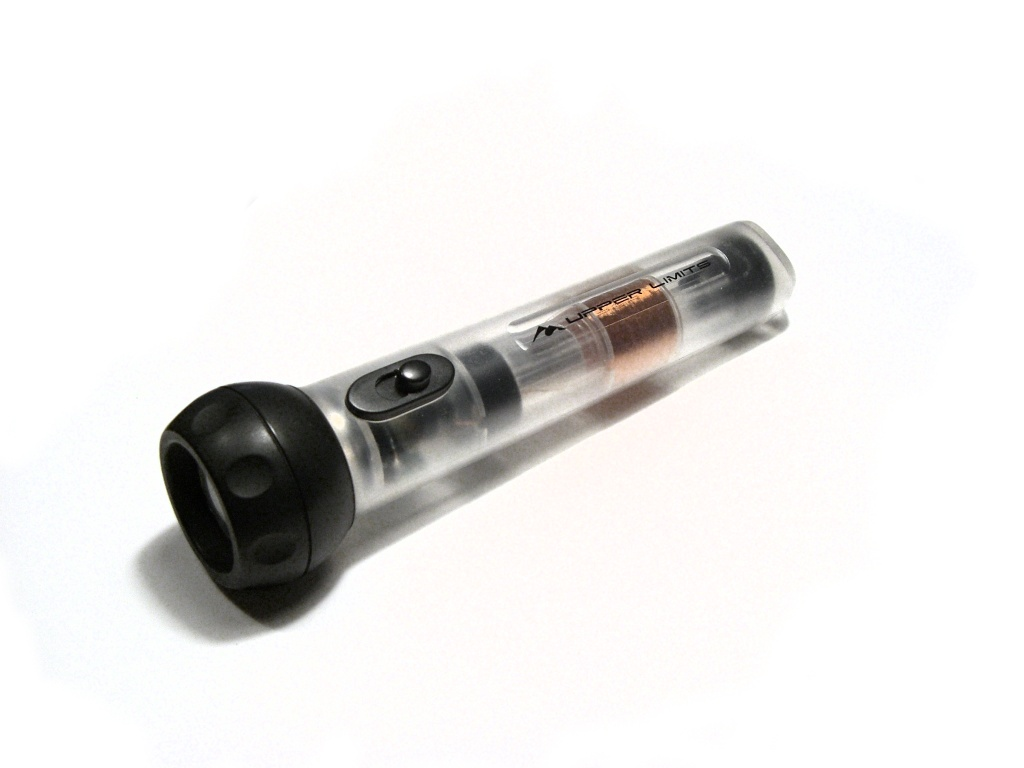
Exemple de lampe de poche à alimentation mécanique. Celui-ci utilise un générateur linéaire et est chargé en secouant le long de son axe long.

L'équipement à propulsion humaine se compose principalement d'appareils électriques qui peuvent être alimentés par l'électricité générée par la force musculaire humaine comme alternative aux sources d'électricité conventionnelles telles que les batteries primaires jetables et le réseau électrique. Ces appareils contiennent des générateurs électriques ou un système à induction pour recharger leurs batteries. Des générateurs à manivelle séparés sont désormais disponibles pour recharger les appareils électroniques portables alimentés par batterie tels que les téléphones portables. D'autres, comme les lampes de poche à alimentation mécanique, ont le générateur intégré à l'appareil. Certaines montres-bracelets utilisent les mouvements de la montre (et donc la force musculaire) pour régulièrement remonter leurs ressorts.
Pour stocker de l'électricité, une alternative aux batteries rechargeables est le supercondensateur, maintenant utilisé dans certains appareils (ex : la lampe de poche à alimentation mécanique illustrée ci-contre).
Parmi les appareils stockant l'énergie mécaniquement plutôt qu'électriquement on trouve les radios à mouvement d'horlogerie (qui disposent d'un ressort moteur enroulé par une manivelle et faisant tourner un générateur pour alimenter la radio).
Un premier exemple d'utilisation régulière d'équipements électriques à propulsion humaine se trouve dans les premiers systèmes téléphoniques ; le courant pour faire sonner à distance était fourni par un abonné actionnant une poignée sur le téléphone, qui faisait tourner un petit générateur magnéto.
Les appareils à propulsion humaine sont utiles loin du réseau électrique et/ou en situation d'urgence, en cas de catastrophe naturelle, de guerre ou de troubles civils rendant l'alimentation électrique régulière indisponible. Ils ont également été considérés comme intéressant dans les pays pauvres, où les batteries peuvent être chères et l'électricité secteur peu fiable ou indisponible. Ils sont aussi une alternative écologique à l'utilisation de piles jetables, qui sont une source d'énergie inutile et peuvent introduire des métaux lourds dans l'environnement. La communication est une application courante permise par la quantité relativement faible d'énergie électrique facilement générée par un humain faisant tourner un générateur.

## Radio à énergie humaine

### Radio de survie

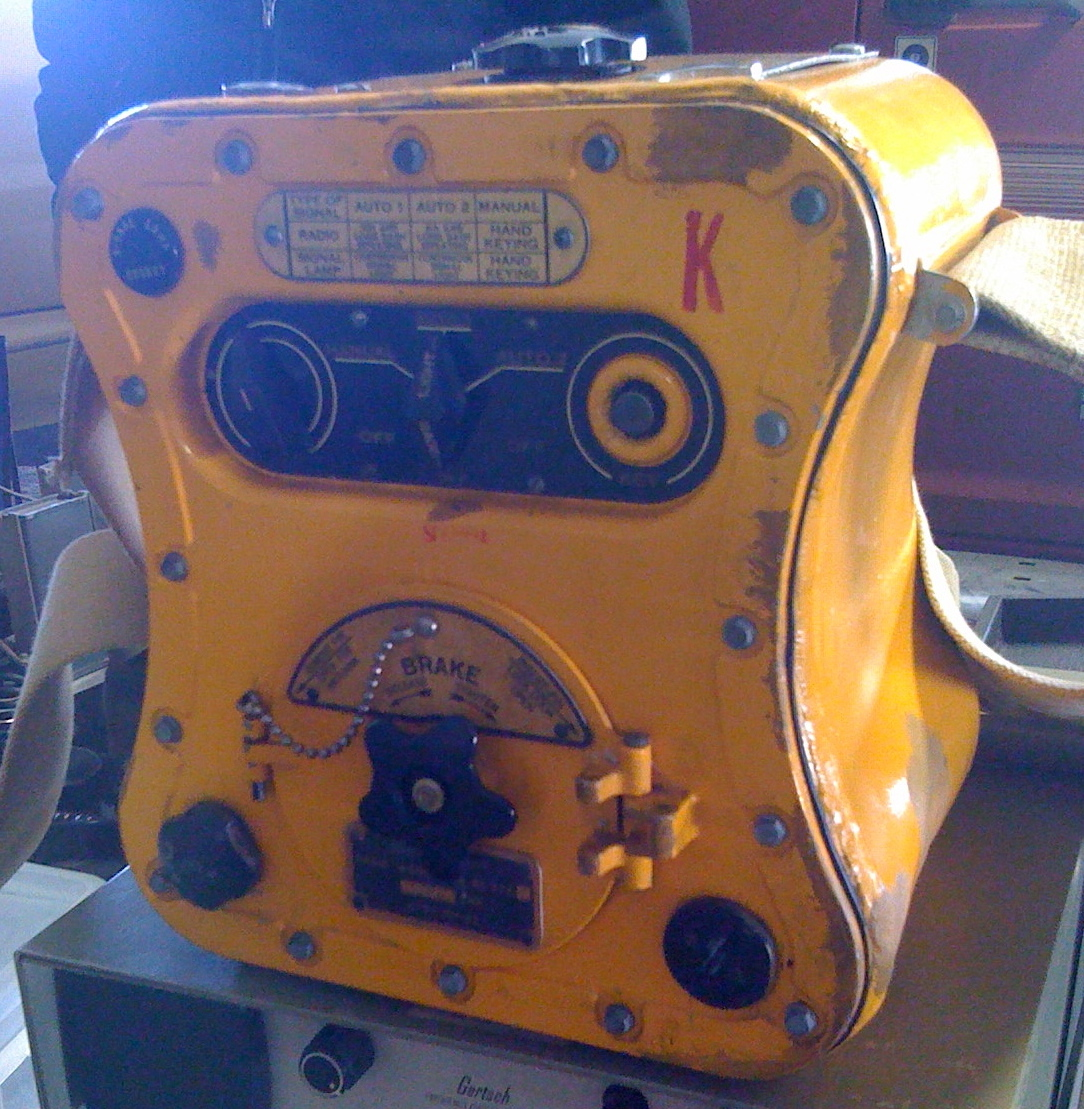
Émetteur radio BC-778 Gibson Girl.

La radio de survie pour fille Gibson de la Seconde Guerre mondiale utilisait un générateur à manivelle pour fournir de l'énergie; cela évitait les performances peu fiables des piles sèches qui pouvaient être stockées pendant des mois avant d'être nécessaires, bien que cela ait l'inconvénient que l'utilisateur devait être assez en forme pour tourner la manivelle. Les radios de survie ont été inventées et déployées par les deux camps pendant la guerre. Les émetteurs radio de survie SCR-578 (et les AN/CRT-3 similaires d'après-guerre) transportés par des avions lors d'opérations au-dessus de l'eau ont reçu le surnom de Gibson Girl en raison de leur forme de « sablier », qui leur permettait d'être tenus immobile entre les jambes pendant que la poignée du générateur était tournée.

### Radio militaire

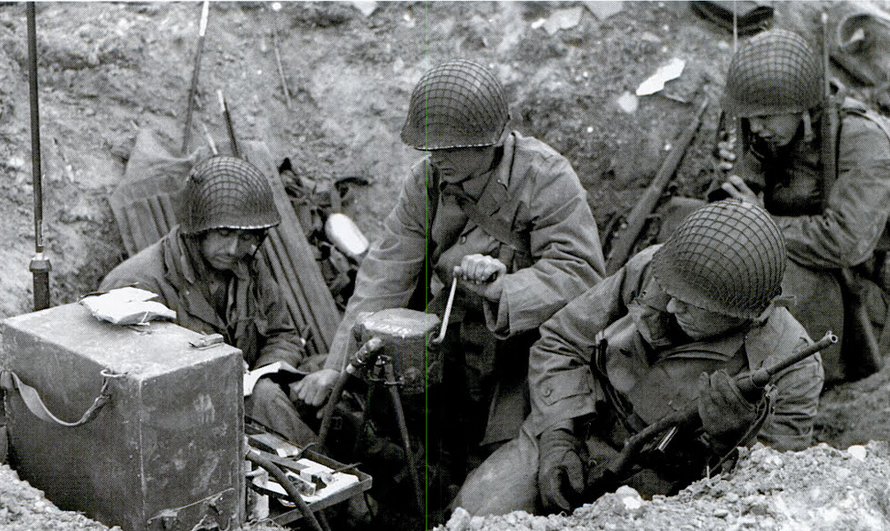
Soldats américains alimentent un poste radio à l'aide d'un générateur à manivelle GN-45 (Seconde Guerre mondiale).

Lors de la Seconde Guerre mondiale, les troupes américaines ont utilisé des générateurs à manivelle, GN-35 et GN-45, pour alimenter les émetteurs/récepteurs radio du Signal Corps. La manivelle était laborieuse, mais générait suffisamment de courant pour les petits postes de radio, tels que le SCR-131, le SCR-161, le SCR-171, le SCR-284 et le SCR-694.

### Radio à manivelle

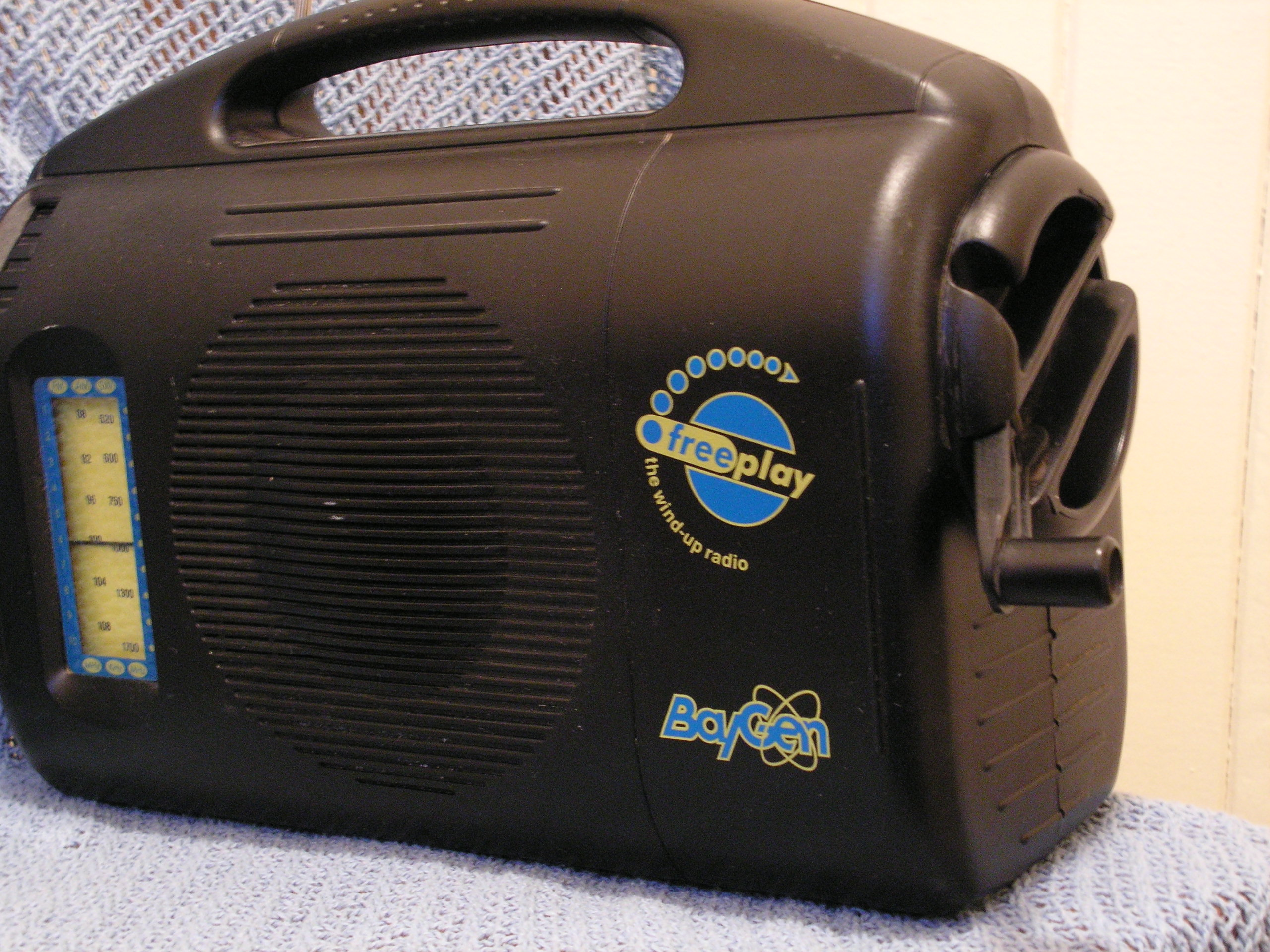
La radio à horlogerie Baygen d'origine, avec manivelle en position.

Une radio à manivelle (ou radio mécanique) est une radio alimentée par la puissance musculaire humaine plutôt que par des piles, une source photovoltaïque (inactive dans le noir) ou le réseau électrique. Généralement, le générateur électrique interne est actionné par un ressort moteur, enroulé par une manivelle positionnée sur le boîtier. Tourner la manivelle enroule le ressort et un remontage complet permet plusieurs heures de fonctionnement.
Alternativement, le générateur peut charger une batterie interne.
Les radios alimentées par des générateurs à manivelle ne sont pas nouvelles, mais leur marché était auparavant considéré comme limité aux organisations d'urgence ou militaires.
La radio mécanique moderne a été conçue et brevetée en 1991 par l'inventeur britannique Trevor Baylis en réponse à la crise du VIH/SIDA. Il l'envisageait comme une radio destinée à être utilisée par les pauvres des pays en développement sans accès aux piles. En 1994, le comptable britannique Chris Staines et son partenaire sud-africain, Rory Stear, ont obtenu la licence mondiale de l'invention et ont cofondé Baygen Power Industries (aujourd'hui Freeplay Energy Ltd), qui a produit le premier modèle commercial. La clé de sa conception, qui n'est plus utilisée, était l'utilisation d'un ressort à vitesse constante pour stocker l'énergie potentielle. Après que Baylis ait perdu le contrôle de son invention lorsque Baygen est devenu Freeplay, les unités Freeplay Energy sont passées à des batteries jetables chargées par des générateurs à manivelle moins chers.
Comme d'autres équipements auto-alimentés, les radios à manivelle étaient destinées au camping, aux urgences et aux zones ou moments sans accès au réseau électrique et où les batteries de remplacement sont difficiles à obtenir, comme dans les pays en développement ou les colonies éloignées. Ils sont également utiles lorsqu'une radio n'est pas utilisée régulièrement et que les piles se détérioreraient, comme dans une maison de vacances ou un chalet.
Les radios à manivelle conçues pour une utilisation d'urgence comprennent souvent des lampes de poche, des lumières d'urgence clignotantes et des sirènes d'urgence. Ils peuvent également inclure plusieurs sources d'alimentation alternatives, telles que des piles jetables ou rechargeables, des prises allume-cigare et des cellules solaires.

### Émetteur à pédale

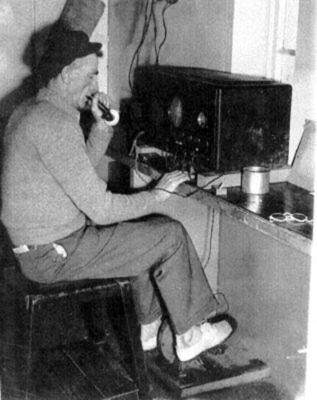
Radio à pédale utilisée dans le phare de South Solitary Island, pour communiquer avec le phare de Norah Head, 1946.

La radio à pédale (ou pedal wireless) était un émetteur-récepteur radio alimenté par un générateur à pédale. Il a été développé par l'ingénieur et inventeur sud-australien Alfred Traeger en 1929 comme moyen de fournir des communications radio aux fermes éloignées et aux élevages de bétail dans l'arrière-pays australien.Il n'y avait pas d'alimentation secteur ou de générateur disponible à l'époque et les batteries pour fournir l'énergie requise auraient été trop chères. Elle a permis au Royal Flying Doctor Service, et plus tard à l'École de l'Air, de relier les personnes vivant à distance aux services d'urgence et à l'éducation.

## Tendances, prospective
Avec la miniaturisation de l'électronique, le corps humain pourrait à l'avenir être de plus en plus équipé en divers appareils électroniques portables (montre intelligente, smartphone…). Certains de ces appareils (ou leur source d'énergie) peuvent être portés ou implantés. Des nanogénérateurs piézoélectriques (ou PENG) pourraient l'être. Vers 2020, des nanogénérateurs triboélectriques (ou TENG) sont également envisagés, ; portables et/ou implantables pour alimenter par exemple des puces, capteurs, pompes à médicaments, pacemakers… ou encore des interfaces homme-machine). Divers types d'appareils tendent à devenir petits, légers, souples, complexes et multifonctionnels ; leur petite taille rend difficile d'y intégrer une batterie fournissant les quantités d'énergie dont ils ont besoin pour fonctionner.
Au XXIe siècle, on commence à envisager des nanocapteurs d'énergie et bio piles (ou BFCs pour « biofuel cells ») qui pourraient un jour de récupérer une partie de l'énergie produite par le corps humain. Ils sont envisagés pour alimenter une électronique auto-alimentée, y compris dans certains scénarios pour une transmission sans fil de données et d'énergie entre le corps et son environnement, dont pour la surveillance des signaux physiologiques, pour la détection de mouvements et/ou pour d'autres moyens d'insérer la personne dans un système sensoriel de l'Internet des objets (IdO).
Des récupérateurs d'énergie biothermique (c'est-à-dire ici, fournie par le corps humain) peuvent être associés à un nanogénérateur thermoélectrique. Les « stimuli mécaniques » peuvent aussi fournir de l'énergie : ce sont la force musculaire, mais aussi la tension, les vibrations, etc..
Une biopile transforme de l'énergie chimique en électricité et la stocke. Parmi les biofluides pouvant être une source microfluidique d'énergie stockable dans une « biopile » interne figurent le glucose ou le lactate endogènes (c'est-à-dire produit à l'intérieur du corps humain). La sueur de personnes ayant bu de l'alcool pourrait alimenter une « biopile épidermique » flexible et portable (car l'éthanol peut alimenter une nanopile à biocarburant à base d'éthanol),. Une biopile, surtout si elle est située dans le cerveau doit être bio-compatible avec son receveur (elle ne doit pas être rejetée par son système immunitaire) et auto-nettoyante ou spontanément inencrassable dans son environnement biologique.